# Capbreton
Capbreton település Franciaországban, Landes megyében. Lakosainak száma 9218 fő (2022. január 1.). Capbreton Soorts-Hossegor, Angresse, Bénesse-Maremne és Labenne községekkel határos.

## Népesség
A település népességének változása:
| Lakosok száma | 3937 | 4456 | 5089 | 7565 | 8396 | 8776 | 8769 | 9037 | 9181 | 9218 |
|               | 1968 | 1982 | 1990 | 2006 | 2013 | 2015 | 2017 | 2019 | 2020 | 2022 |